# 의성항
의성항은 전라남도 여수시 삼산면 초도리에 위치한 어항이다. 1973년 12월 19일 지방어항으로 지정하여 관리하고 있다. 시설관리자는 여수시장이다.

## 어항구역
본 항의 어항구역은 다음과 같다.
- 수역: 삼산면 의성리 산275-3번지 돌출부 외곽과 북동측 산125번지 외곽을 연결한 선내수역

## 어항시설
- 계류시설 181m, 외곽시설 176m